# 竹葉柳蒡湯

竹葉柳蒡湯為一中藥方劑名，主治麻疹（痧疹），伴有咳嗽、喉嚨腫痛、煩燥、肺胃鬱熱之症。

## 方劑出處
本方劑出自《先醒齋醫學廣筆記》 

## 主治病症
1. 麻疹未出，伴有咳嗽、喉嚨腫痛、煩燥、肺胃鬱熱。
2. 手足口病、急性腎小球腎炎。[2]

## 方劑組成
西河柳五錢、荊芥1錢、葛根一錢半、蟬蛻一錢、薄荷葉一錢、牛蒡子一錢半、知母一錢、玄參二錢、甘草一錢、麥門冬三錢、竹葉一錢。水煎服。
熱甚者加石膏五錢、冬米二錢。

## 方義
《先醒齋醫學廣筆記》之作者繆希雍認為，麻疹之病，主因是出自手少陰肺經與足陽明大腸經有熱，加上時節不調，外感病邪而發病所致。外部表現的症狀為咳嗽打噴嚏、眼中有淚、泄瀉、有痰、發熱、煩悶，甚則躁亂咽痛、唇焦神昏等熱症，故主張治症應該以清熱解毒為主。其中各位單位藥之作用如下：
1. 西河柳：泄熱透疹，發汗解熱；
2. 牛蒡子：散風熱而解毒，發汗解熱；
3. 竹葉：清泄上焦煩熱，發汗解熱；
4. 荊芥、葛根：疏通皮毛，發汗解熱，擴張皮膚血管，促汗腺分泌，以發汗解熱；
5. 知母、玄參、麥冬：清熱解毒生津；
6. 薄荷、蟬蛻：疏風散熱，發汗解熱；
7. 甘草：和中解毒。 [2]

## 禁忌
1. 勿用五味子等收斂之劑多喘
2. 勿用定喘藥，因為喘咳乃因熱邪壅於肺
3. 勿止瀉，因為泄瀉有助於清熱

## 外部連結
1. ↑  《先醒齋醫學廣筆記》 （页面存档备份，存于）中醫笈成網站。
2. 1 2  竹葉柳蒡湯。 （页面存档备份，存于）出自台灣，國家網路醫藥網站。